# Französische Frauenfußballmeisterschaft 1989/90
Die französische Frauenfußballmeisterschaft 1989/90 war die 16. Ausspielung dieses Titels seit der offiziellen Anerkennung des Frauenfußballs durch den Fußballverband Frankreichs im Jahr 1970 und der ersten Austragung in der Saison 1974/75. Die Meisterschaft wurde in einer Mischung aus Liga- und K.-o.-Modus ausgespielt; eine frankreichweite höchste Liga gab es bis 1992 noch nicht.
Titelverteidiger Chaffoteaux Sports Saint-Brieuc scheiterte diesmal bereits im Viertelfinale. Französischer Meister wurden die Frauen von La Vie au Grand Air de Saint-Maur, die damit ihren sechsten Landesmeistertitel gewannen und eine neue Bestmarke aufstellten, die erst 2013 – dann von Olympique Lyon – überboten werden sollte.

## Vorrunde
30 Teams spielten in drei regionalen Ligen eine doppelte Punkterunde, in der jeder Verein in Heim- und Auswärtsspiel gegen jeden anderen Gruppengegner antrat. Die jeweils beiden Gruppenersten sowie die Drittplatzierten aus den Gruppen B und C erreichten das Viertelfinale; diese sind in den Tabellen hierunter grün markiert. Bei Punktgleichheit – es galt die Zwei-Punkte-Regel – gab zunächst der direkte Vergleich und gegebenenfalls anschließend die bessere Tordifferenz den Ausschlag.

### Gruppe A (Südosten)
Der FC Balma hatte seine Frauenmannschaft kurzfristig zurückgezogen; dafür rückte niemand anderes nach, so dass in der Gruppe A nur neun Teams spielten.
|                             | UFF Bes | FC Gre | FC Lyo | RC F-M | OS Mnc | RCP Mpl | SC CSC | OM Tou | OAC Tou |
| Union FF Besançon           |         | 1:1    | 3:4    | 0:1    | 3:4    | 0:1     | 4:0    | 1:3    | 4:2     |
| FC Grenoble                 | 1:1     |        | 2:4    | 3:0    | 1:3    | 1:2     | 4:1    | 0:2    | 0:1     |
| FC Lyon                     | 6:0     | 3:1    |        | 8:2    | 3:1    | 5:0     | 4:1    | 5:1    | 6:0     |
| Racing Flacé-lès-Mâcon      | 5:1     | 2:2    | 2:6    |        | 0:0    | 2:0     | 0:1    | 1:0    | 0:0     |
| Omnium Sports Monaco        | 5:1     | 3:2    | 1:5    | 5:1    |        | 2:0     | 2:1    | 3:1    | 0:1     |
| Racing Paillade Montpellier | 1:2     | 3:5    | 0:9    | 0:2    | 4:1    |         | 4:1    | 2:3    | 4:2     |
| SC Caluire Saint-Clair      | 0:0     | 3:1    | 0:1    | 1:2    | 2:1    | 1:1     |        | 0:0    | 3:1     |
| Olympique Mirail Toulouse   | 4:2     | 2:1    | 1:0    | 2:2    | 1:3    | 4:1     | 2:0    |        | 0:0     |
| Toulouse OAC                | 2:1     | 2:3    | 2:3    | 1:1    | 0:2    | 1:1     | 1:1    | 1:1    |         |

| Pl. | Frauschaft              | Sp | G  | U | V  | Tore  | Diff. | Pkte. |
| --- | ----------------------- | -- | -- | - | -- | ----- | ----- | ----- |
| 1.  | FC Lyon                 | 16 | 15 | 0 | 1  | 72:17 |       | 30:02 |
| 2.  | OS Monaco               | 16 | 10 | 1 | 5  | 36:26 |       | 21:11 |
| 3.  | Oly. Mirail Toulouse    | 16 | 8  | 4 | 4  | 27:22 |       | 20:12 |
| 4.  | RC Flacé-Mâcon          | 16 | 6  | 5 | 5  | 23:30 |       | 17:15 |
| 5.  | SC Caluire Saint-Clair  | 16 | 4  | 4 | 8  | 16:28 | −12   | 12:20 |
| 6.  | Toulouse OAC            | 16 | 3  | 6 | 7  | 17:30 | −13   | 12:20 |
| 7.  | RC Paillade Montpellier | 16 | 5  | 2 | 9  | 24:41 | −17   | 12:20 |
| 8.  | FC Grenoble             | 16 | 4  | 3 | 9  | 28:33 |       | 11:21 |
| 9.  | Union FF Besançon       | 16 | 3  | 3 | 10 | 24:40 |       | 09:23 |

### Gruppe B (Westen)
Für die Gruppe B liegt bisher keine vollständige Übersicht über die Spielergebnisse vor, sondern lediglich die Abschlusstabelle.
| Pl. | Frauschaft              | Sp | G  | U | V  | Tore  | Diff. | Pkte. |
| --- | ----------------------- | -- | -- | - | -- | ----- | ----- | ----- |
| 1.  | US Montfaucon           | 18 | 9  | 8 | 1  | 37:15 |       | 26:10 |
| 2.  | CS Saint-Brieuc         | 18 | 11 | 3 | 4  | 48:17 |       | 25:11 |
| 3.  | ASJ Soyaux              | 18 | 8  | 8 | 2  | 22:14 | +08   | 24:12 |
| 4.  | FCF Condé-sur-Noireau   | 18 | 10 | 4 | 4  | 32:16 | +16   | 24:12 |
| 5.  | EC Tours                | 18 | 8  | 6 | 4  | 29:20 |       | 22:14 |
| 6.  | Paris Saint-Germain FC  | 18 | 7  | 4 | 7  | 27:24 | +03   | 18:18 |
| 7.  | Stade Quimper           | 18 | 5  | 8 | 5  | 22:22 | ±0    | 18:18 |
| 8.  | ASG Saint-Herblain      | 18 | 3  | 4 | 11 | 17:37 | −20   | 10:26 |
| 9.  | US Orléans              | 18 | 1  | 8 | 9  | 14:36 | −22   | 10:26 |
| 10. | ES Trois Cités Poitiers | 18 | 0  | 3 | 15 | 11:58 |       | 03:33 |

### Gruppe C (Norden)
Für die Gruppe C liegt bisher keine vollständige Übersicht über die Spielergebnisse vor, sondern lediglich die Abschlusstabelle.
| Pl. | Frauschaft                      | Sp | G  | U | V  | Tore  | Diff. | Pkte. |
| --- | ------------------------------- | -- | -- | - | -- | ----- | ----- | ----- |
| 1.  | Juvisy FCF                      | 18 | 13 | 3 | 2  | 43:07 |       | 29:07 |
| 2.  | VGA Saint-Maur                  | 18 | 12 | 4 | 2  | 50:11 |       | 28:08 |
| 3.  | JS Poissy                       | 18 | 11 | 4 | 3  | 44:17 |       | 26:10 |
| 4.  | FCF Hénin-Beaumont              | 18 | 10 | 5 | 3  | 37:14 |       | 25:11 |
| 5.  | ASPTT Strasbourg                | 18 | 8  | 2 | 8  | 41:37 |       | 18:18 |
| 6.  | USO Bruay-Labuissière           | 18 | 7  | 2 | 9  | 23:35 |       | 16:20 |
| 7.  | Entente Saint-Pierre-lès-Elbeuf | 18 | 5  | 3 | 10 | 24:39 | −15   | 13:23 |
| 8.  | AC Cambrai                      | 18 | 4  | 5 | 9  | 25:38 | −13   | 13:23 |
| 9.  | AO Boran-sur-Oise               | 18 | 5  | 2 | 11 | 20:37 |       | 12:24 |
| 10. | Stade Philippine OS Rouen       | 18 | 0  | 0 | 18 | 12:84 |       | 00:36 |

## Viertelfinale
| ASJ Soyaux – FC Lyon             | 2:2 | 1:1 |
| US Montfaucon – JS Poissy        | 1:1 | 0:3 |
| Juvisy FCF – OS Monaco           | 3:0 | 2:0 |
| CS Saint-Brieuc – VGA Saint-Maur | 1:1 | 1:3 |

## Halbfinale
| Juvisy FCF – VGA Saint-Maur | 0:1 | 0:3 |
| FC Lyon – JS Poissy         | 1:0 | 2:4 |

## Finale
Das Spiel fand am 17. Juni 1990 in Clamecy statt.
| VGA Saint-Maur – JS Poissy | 3:0 (2:0) |

Aufstellungen
- Saint-Maur: Sandrine Roux – Martine Puentes, Sylvie Baracat, Valérie Bournat, Claire Priet (61. Marie-Agnès Annequin) – Isabelle Musset (70. Mourinet), Jansen (68. Merlin), Nathalie Flisar, Sophie Rudant – Nicole Abar, Sylvie Cassauba
Trainerin: Dominique Tedeschi
- Poissy: Noël – Gousseau, Corinne Ernoult, Ménager, Menet (57. Cauchon) – Florence Polsinelli, Marielle Breton (64. Élisabeth Bougeard), Besnard, Serwetnyk (41. Brigitte Olive) – Rodebaugh, Guérin
Trainer: F. Le Hazif

Tore

1:0 Musset (3.)

2:0 Abar (8.)

3:0 Abar (43.)
Besonderheiten

Alle drei für die K.-o.-Runde qualifizierten Teams aus der Nord-Gruppe erreichten das Halbfinale; zwei von ihnen bestritten auch das Endspiel, das dann ausgerechnet die Gewinnerinnen dieser Vorrundenstaffel verpassten.
Die beiden Torschützinnen dieses Finales, die in ihrer Karriere jeweils sechsfache Landesmeisterin wurden, gehörten auch zu den erfolgreichsten Stürmerinnen in der Geschichte der französischen Meisterschaftsendspiele. Isabelle Musset hatte bereits 1976, 1977, 1978 und 1979 jeweils einen, 1982 sogar zwei Treffer darin erzielt. Und für Nicole Abar, die 1982 mit Musset gemeinsam in der siegreichen Frauschaft von Stade Reims gestanden hatte, war es 1990 nach 1986 und 1987 bereits der dritte „Doppelpack“ ihrer Karriere in einem Finale.